# МАРЗ-5277-01
МАРЗ-5277-01 — российский высокопольный автобус большого класса производства Мичуринского авторемонтного завода для перевозки пассажиров по междугородним маршрутам, является дальнейшем развитием модели автобуса МАРЗ-5266 того же завода.

## История
В 2002 году Мичуринский авторемонтный завод презентовал под прежними обозначениями представил совершенно новые междугородные автобусы с несущим, цельнометаллическим, вагонной компоновкой кузовом длиной 10,5 м (МАРЗ-42191-01) и 12 м (МАРЗ-5277-01), построенными на модернизированной ходовой части со швеллерным основанием. В том же году на заводе было начато серийное производство данных автобусов.
Обновлённые автобусы получили задние и передние панели из стеклопластика, вклеенные стёкла, оригинальные формы передних световых приборов и более округлым стилем передней облицовки кузова. Новые машины были внешне легко различимы, отличить их можно было по количеству люков в багажных отсеках под полом, у коротких машин их было меньше чем у больших. На автобус устанавливался турбированный двигатель ЯМЗ-236НЕ2, объёмом 11,15 л и мощностью 230 л.с. и экологическим стандартом Евро-2, с которым автобус мог развивать скорость до 90 км/ч. На автобус одновременно могло ехать до 70 пассажиров из которых 45 мест предназначены для сидячих пассажиров.
В 2004 году при очередной сертификации 12-метровой городской машины, получил новый индекс «5277-01» и с этого момента автобус утратил автомобильную марку «МАРЗ» после этого в документах несли только цифровое обозначение. При этом, исправив все недостатки партии автобусов 2003 года, за которые ругали Мичуринские автобусы, завод был вынужден поднять себестоимость своей продукции и в какой-то момент столкнулся с нехваткой оборотных средств. В 2005 году производство автобусов встало, а ЗАО «МЗПА» обанкротилось. Но тем не менее в том же 2005 году завод возродился в виде ЗАО «Мичуринский автобус» под крылом нового собственника — владимирского холдинга «РосАвтоМаш». Была проведена реорганизация и техническое переоснащение производства. Очередная модернизация автобусов и построение новой собственной сервисно-сбытовой сети позволили заводу за неполных три года выйти на докризисные объемы производства. С этого момента автобусы на заводе стали красить не только в белый цвет, но и в желтый, оранжевый, ярко-зеленый, синий и фиолетовый. Но по желанию заказчика завод-изготовитель мог покрасить и в другой цвет.
С 2007 года на этот автобус стали устанавливать блок-фарами от волжского автомобиля ВАЗ-2115, а с 2008 года стала доступна китайская приборная панель от автобусов автомобильной марки Golden Dragon и автоматическая коробка передач.
Однако с приходом кризиса 2008 года спрос на продукцию завода начал катастрофически падать. Оставшись без государственной поддержки как на федеральном, так и на региональном уровне, в 2009 году предприятие было вынуждено снизить выпуск. В 2010 году автобусное производство было выведено в новое юридическое лицо — ООО «Мичуринский автобус», но и это не помогло заводу, и в 2011 году серийный выпуск всех моделей завода был прекращен, завод встал, теперь уже навсегда. Спустя год ООО «Мичуринский автобус» обанкротился впрочем, это совсем другая история.

## Технические характеристики[3][4]
| Технические характеристики                       |                                                          |
| Кузов                                            | Несущий, цельнометаллический, вагонной компоновки        |
| Вентиляция                                       | 3 люка в крыше, форточки на боковых окнах                |
| Колёсная формула                                 | 4 × 2                                                    |
| Число мест для сидения                           | 45+1                                                     |
| Общее число мест                                 | 70                                                       |
| Комплектуется двигателями                        | ЯМЗ-6563.10                                              |
| Комплектуется коробки передач                    | ЯМЗ-2361-81                                              |
| Рулевой механизм                                 | Csepel С-500                                             |
| Тормозная система                                | Двухконтурная раздельная, разжимные механизмы кулачковые |
| Максимальная скорость, км/ч                      | 90                                                       |
| Ёмкость топливного бака, л                       | 240                                                      |
| Контрольный расход топлива при 60 км/ч, л/100 км | 16,5                                                     |
| Длина, мм                                        | 11953                                                    |
| Ширина, мм                                       | 2500                                                     |
| Высота, мм                                       | 3060                                                     |
| База, мм                                         | 5830                                                     |
| Просвет, мм                                      | 310                                                      |
| Полная масса, кг                                 | 16410                                                    |

## Галерея

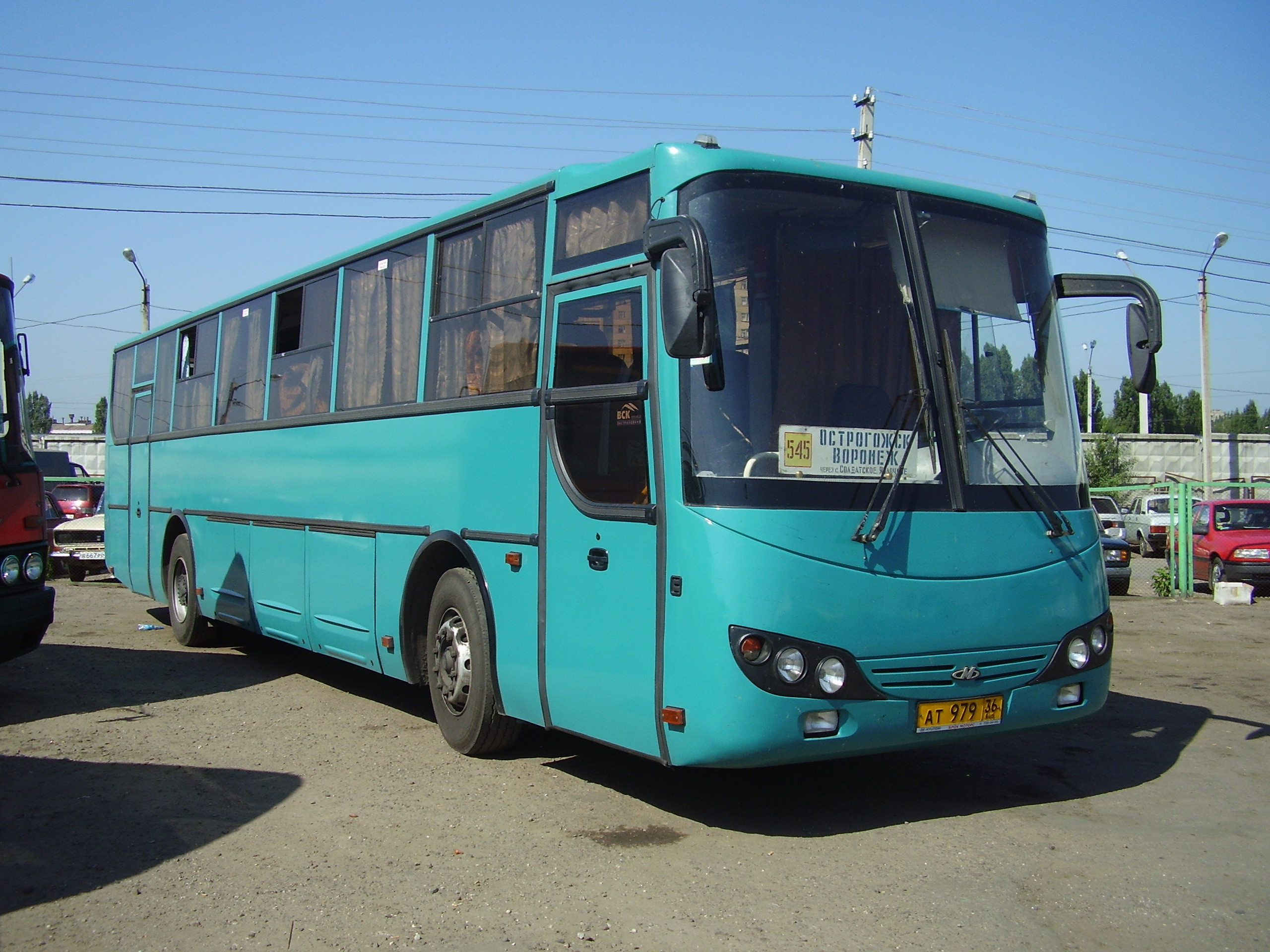
Автобус МАРЗ-5277-01 в Воронеже
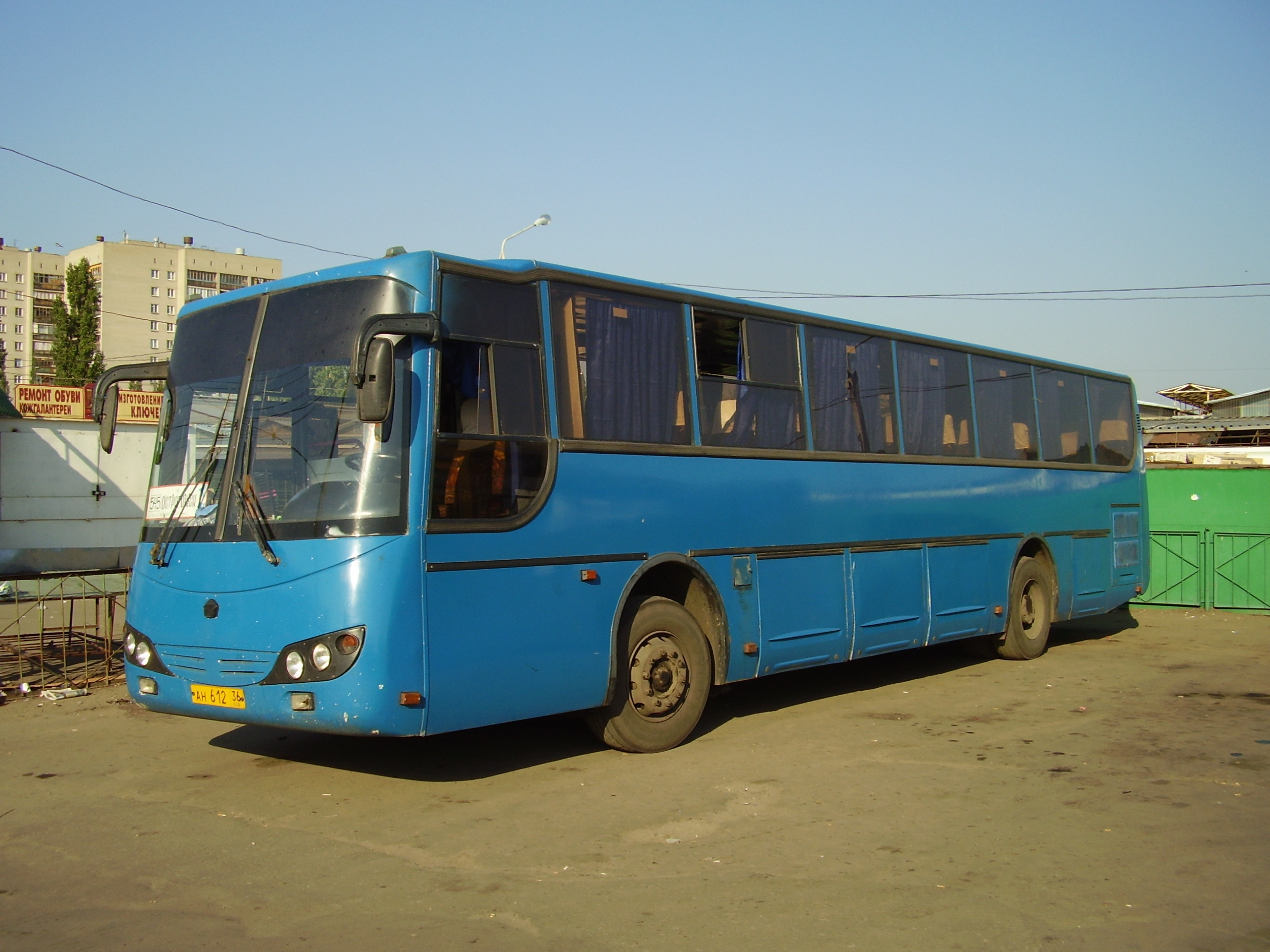
Автобус на вечернем перерыве
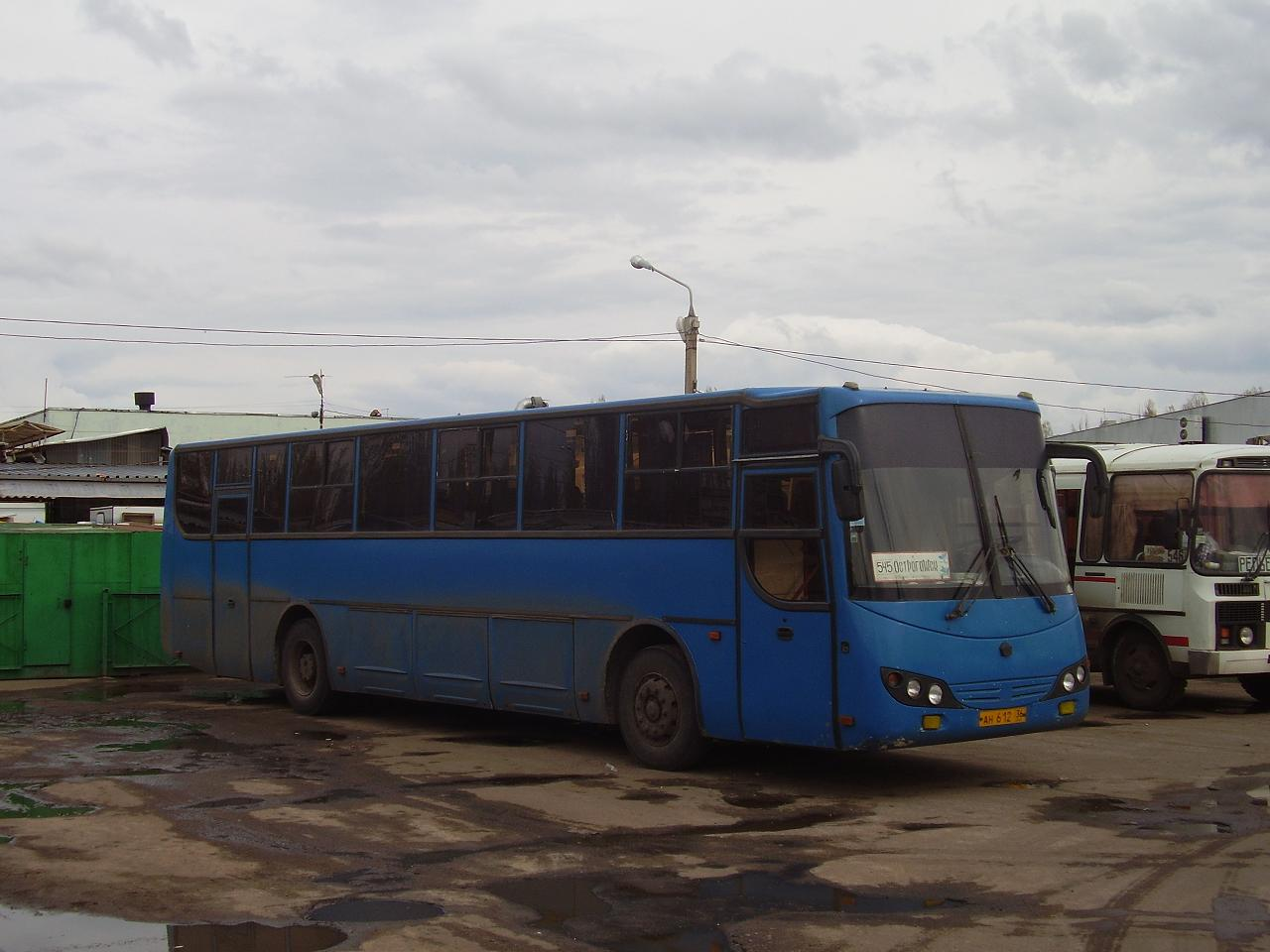
Автобус на автовокзале

## Примечание
1. ↑  Николай Марков. МАРЗ: автобусы, которые делали в Мичуринске (ч.5). Дзен (13 февраля 2019). Дата обращения: 15 февраля 2024. Архивировано 26 января 2024 года.
2. 1 2 3 4  МАРЗ: автобусы, которые делали в Мичуринске (ч.6). Яндекс Дзен | Блогерская платформа. Дата обращения: 2 апреля 2022.
3. ↑  МАРЗ-5277-01 (2005-н.д.) < Русские и советские автобусы и троллейбусы, общественный транспорт России. www.bus2.ru. Дата обращения: 2 апреля 2022. Архивировано 2 апреля 2022 года.
4. ↑  Николай Марков. МАРЗ: автобусы, которые делали в Мичуринске (ч.6). Дзен (14 февраля 2019).